# Onex

Onex é uma comuna suíça do Cantão de Genebra que fica rodeada por Confignon, Bernex, Vernier, Lancy e Plan-les-Ouates.
Segundo o Departamento Federal de Estatísticas Onex ocupa uma superfície de 2.82 km2 e das quais 77.4 % é ocupada por habitações ou infra-estructuras e unicamente 13 % de zona agrícola.
A distribuição do aumento da população é mais do que irregular na medida em que de 1960 a 1970 passou de 2 128 a 13 524 habitantes mas só aumentou de 4 000 até 2010. Essa diferença deve-se ao facto de se ter criado uma cidade nova que permitiu a explosão demográfica numa dada altura em que Genebra precisava urgentemente de locais habitacionais, mas esse movimento já terminou como o demonstram os valores.
Hoje a comuna está implicada numa política do meio-ambiente importante com uma comissão permanente que se ocupa da Agenda 21.

## Galeria de imagens

Floresta Onésienne e o Rio Ródano
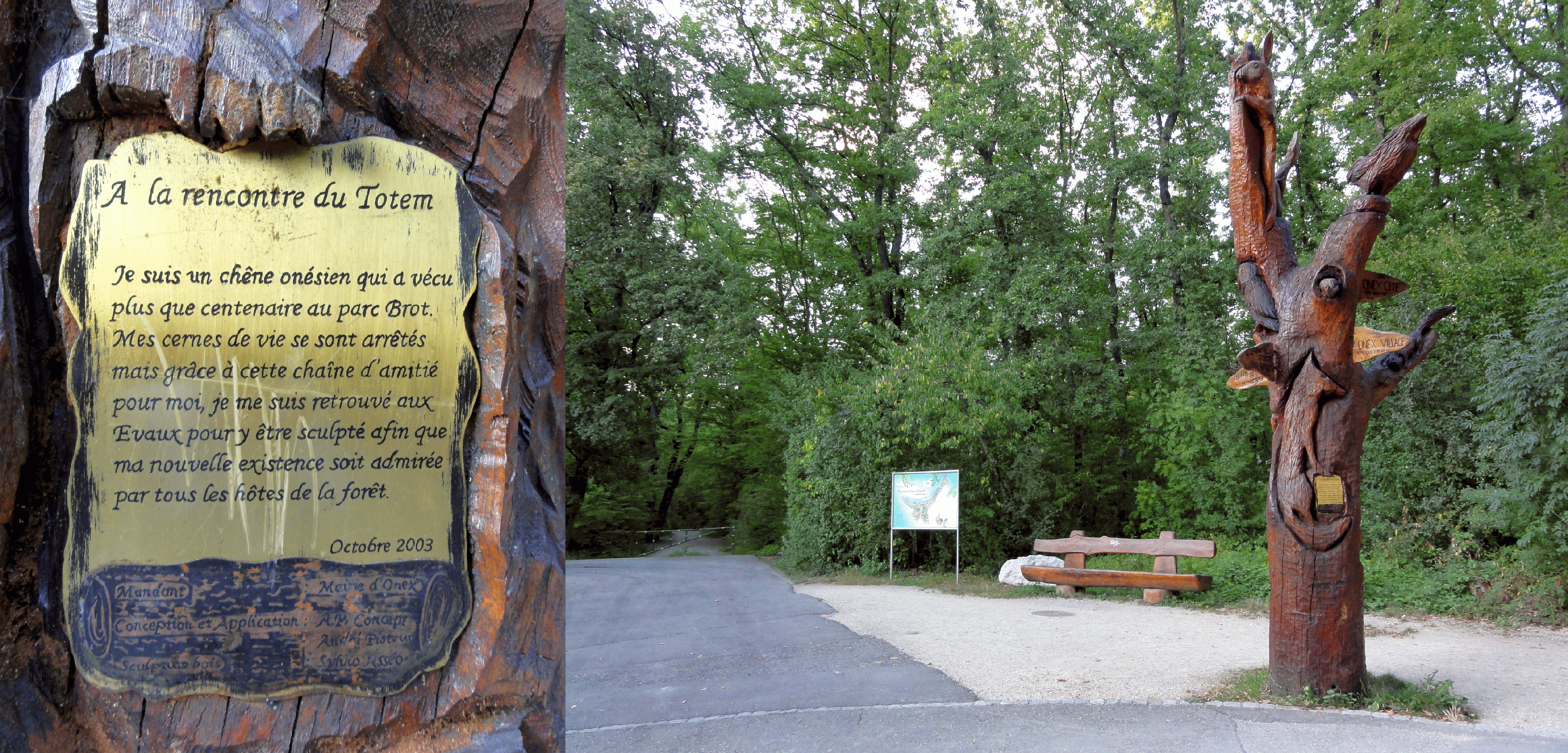
O Totem da Floresta Onésienne
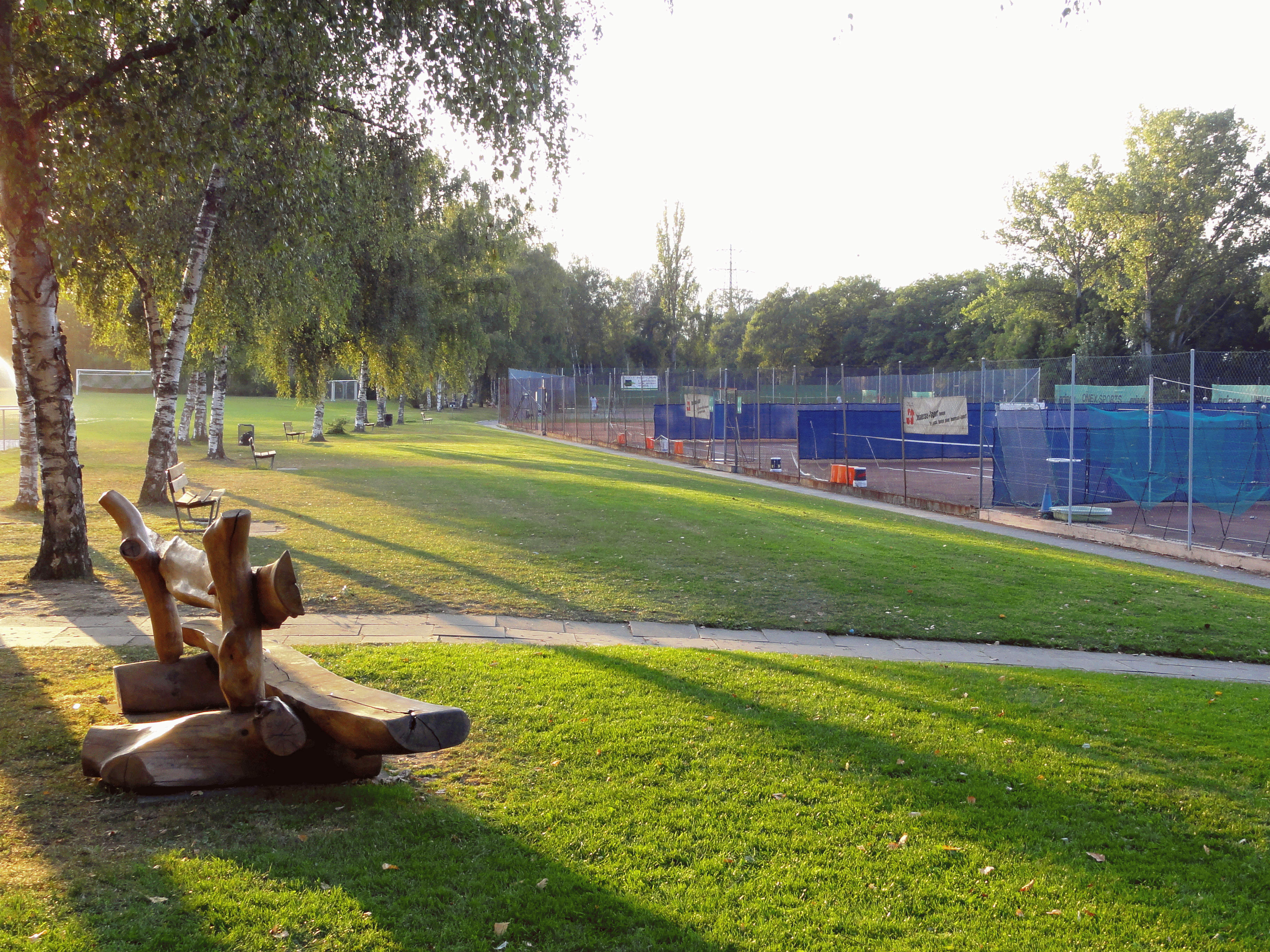
Parque des Évaux
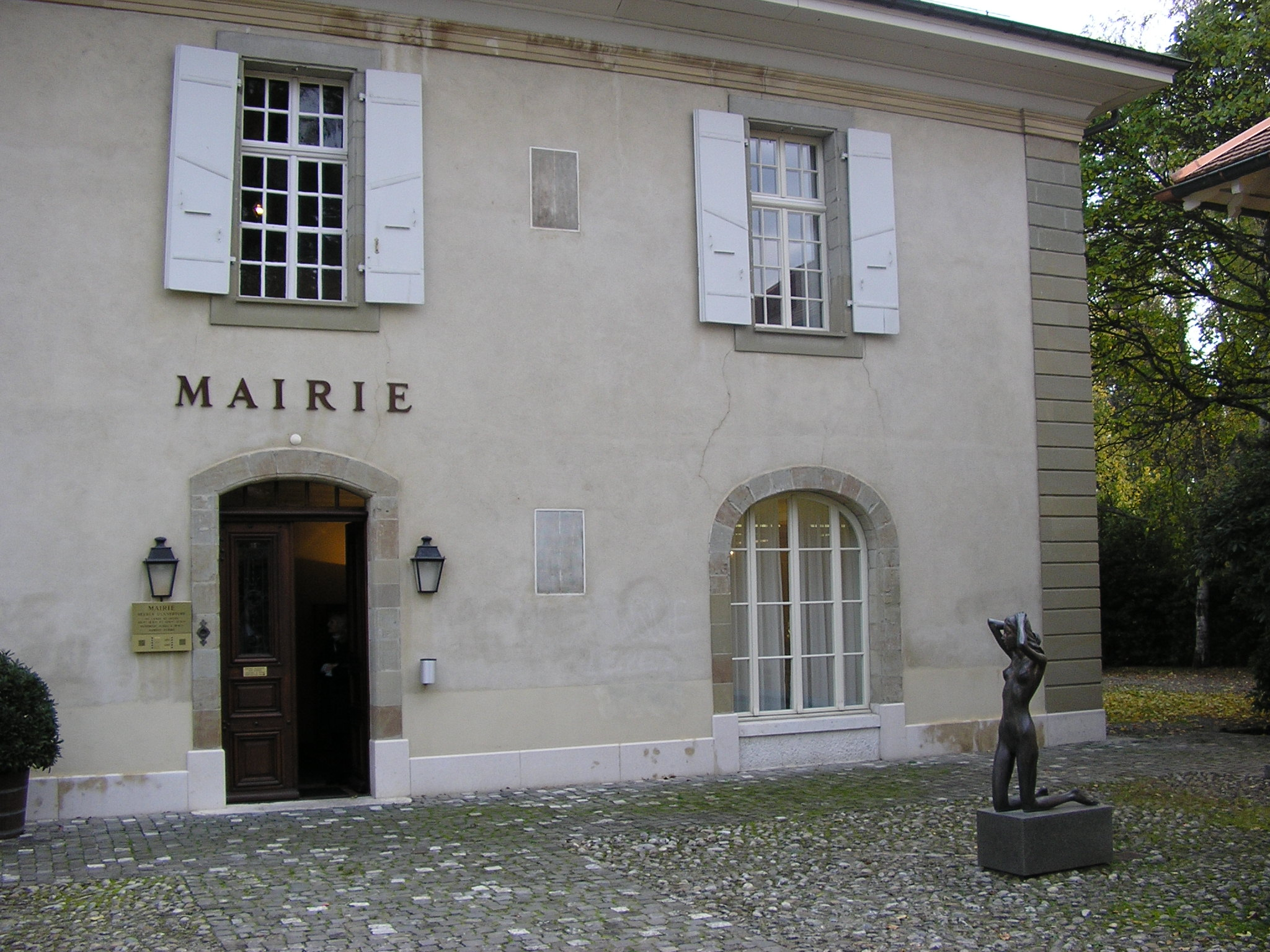
Mairie de Onex (Câmara municipal) com escultura La jeune fille agenouillée do escultor Heinz Schwartz
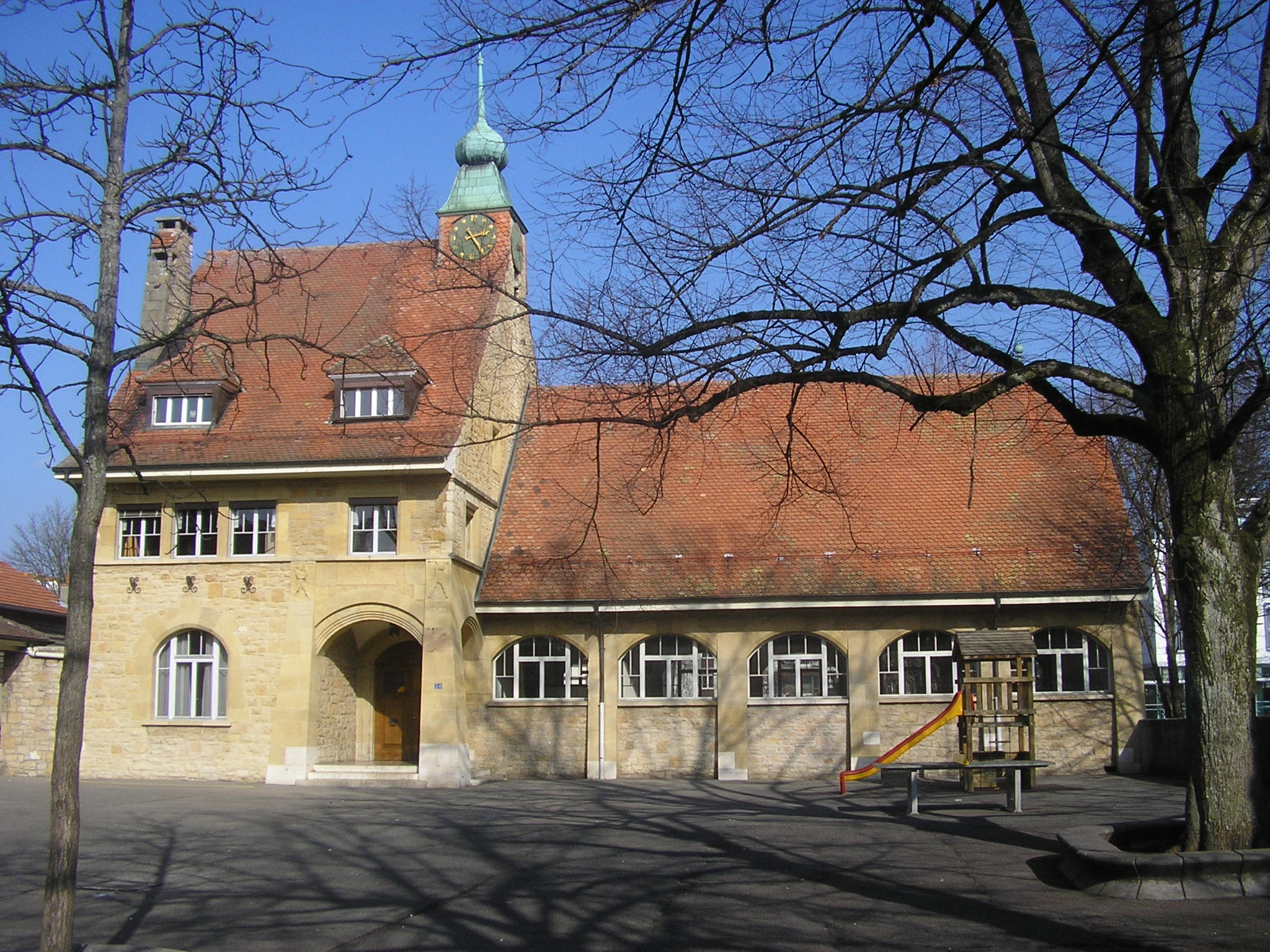
Escola de Onex, projeto de Maurice Braillard, 1908
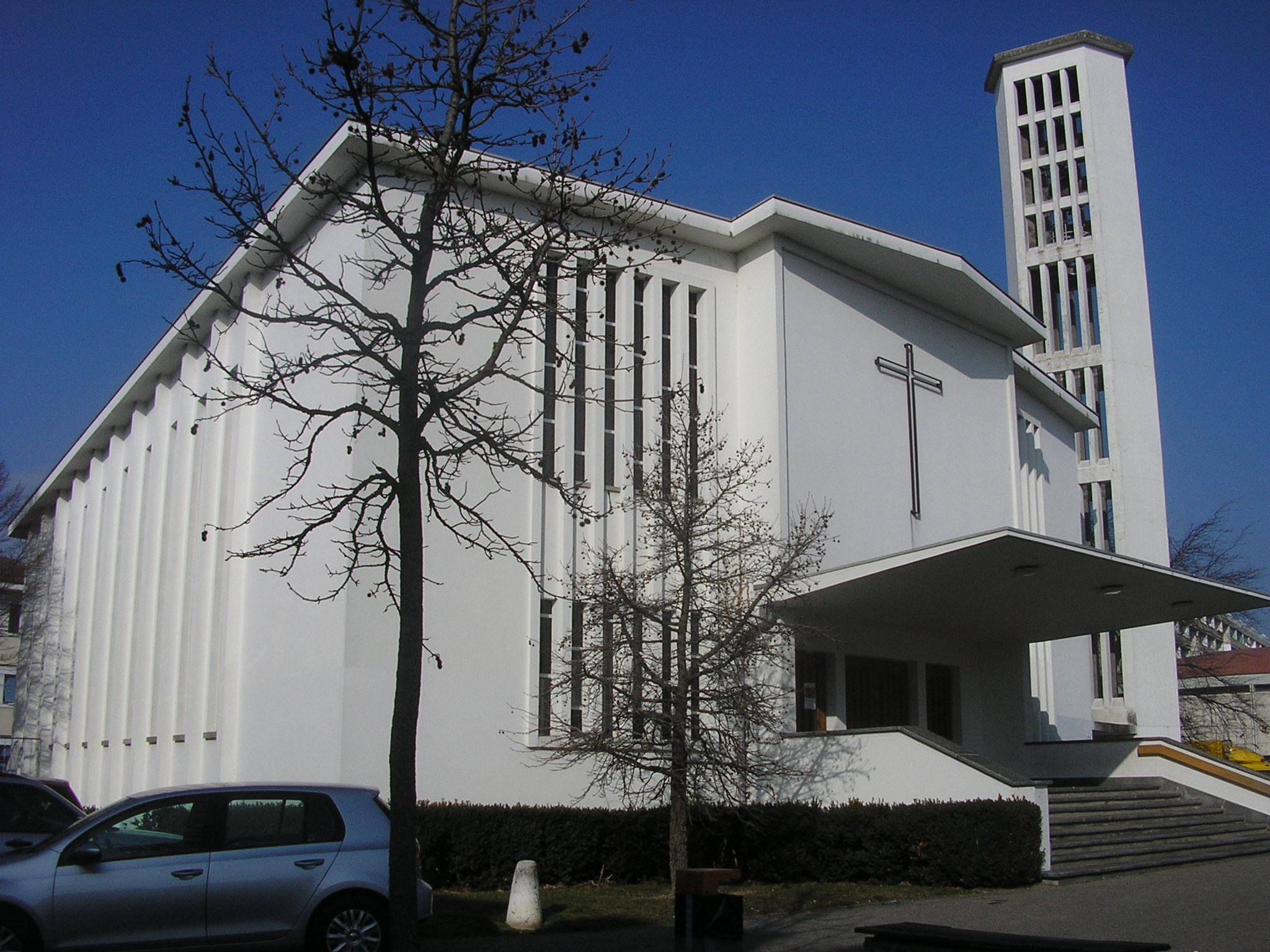
Igreja Protestante
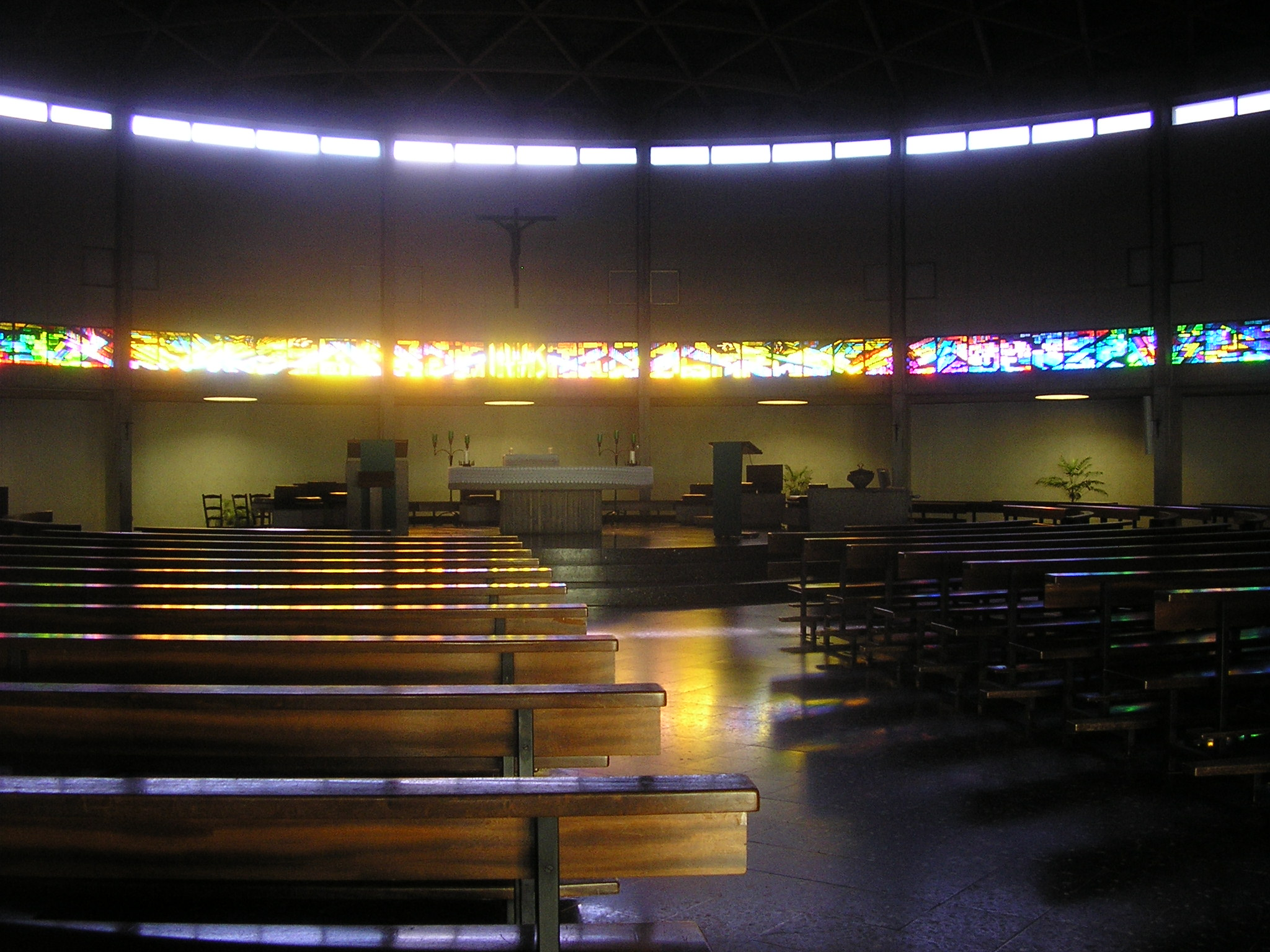
Interior da Igreja Saint-Martin
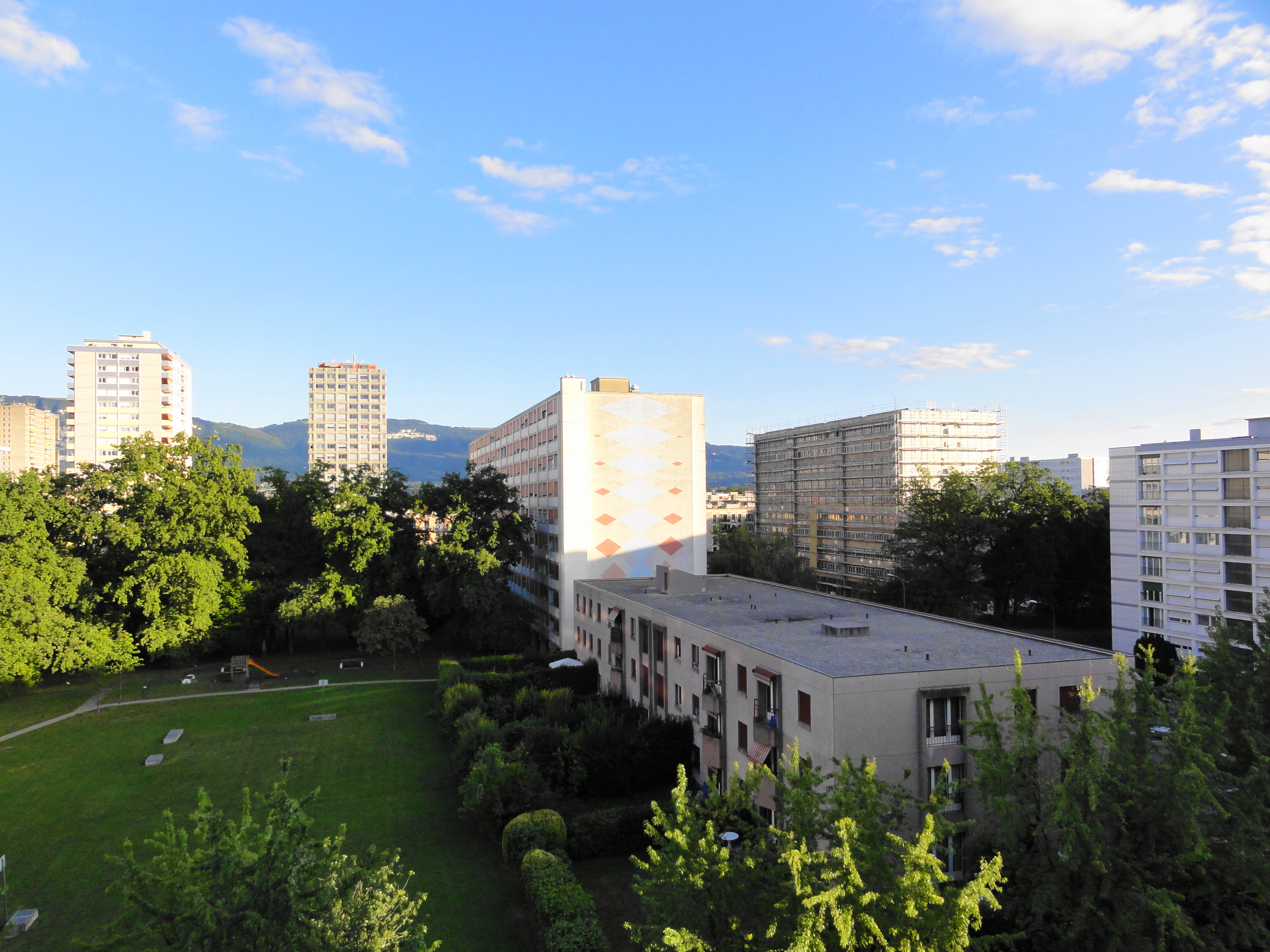
La Cité-Nouvelle d'Onex-Lancy, com vista do monte Salève
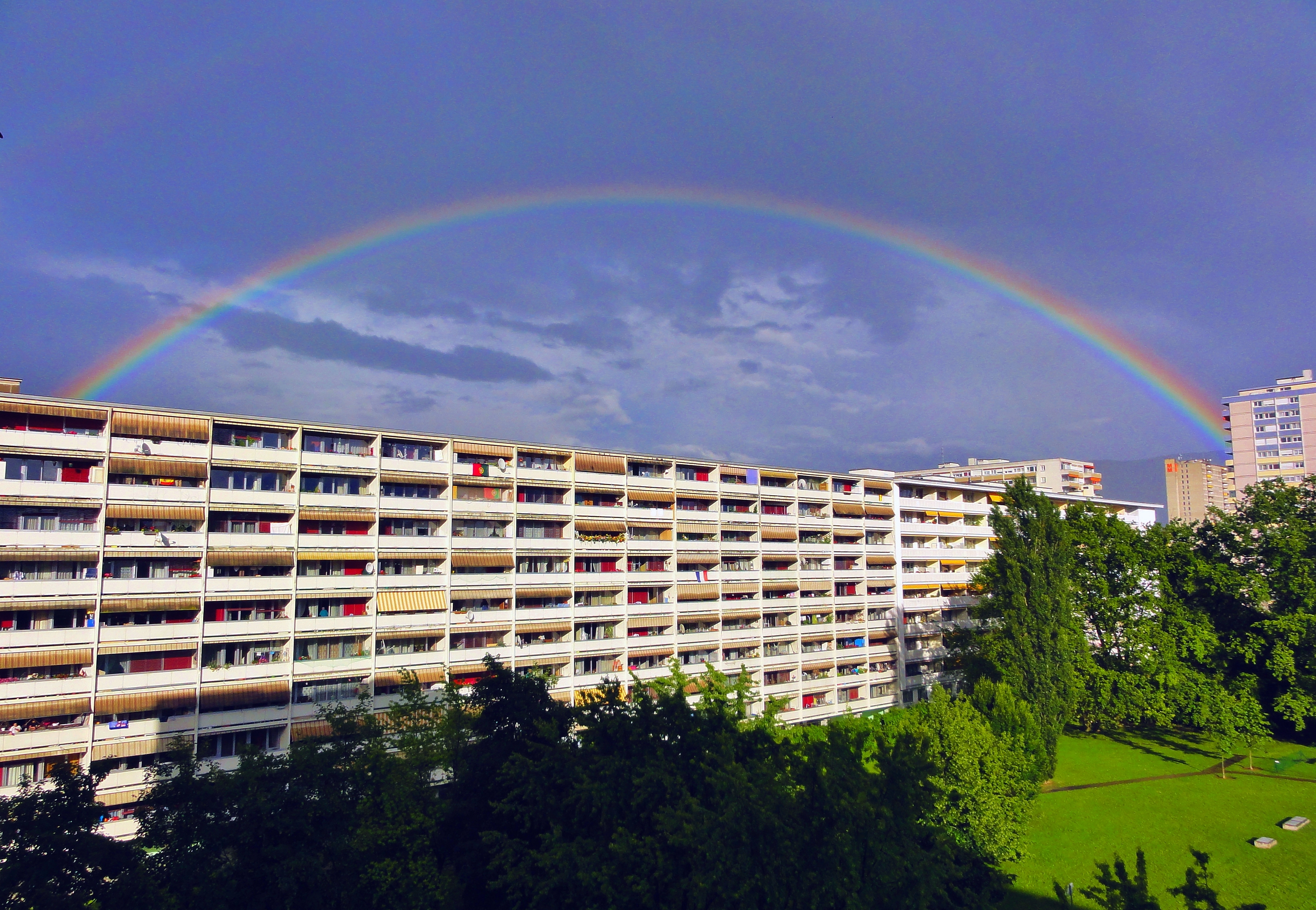
Arco-íris na Cité Nouvelle d'Onex-Lancy
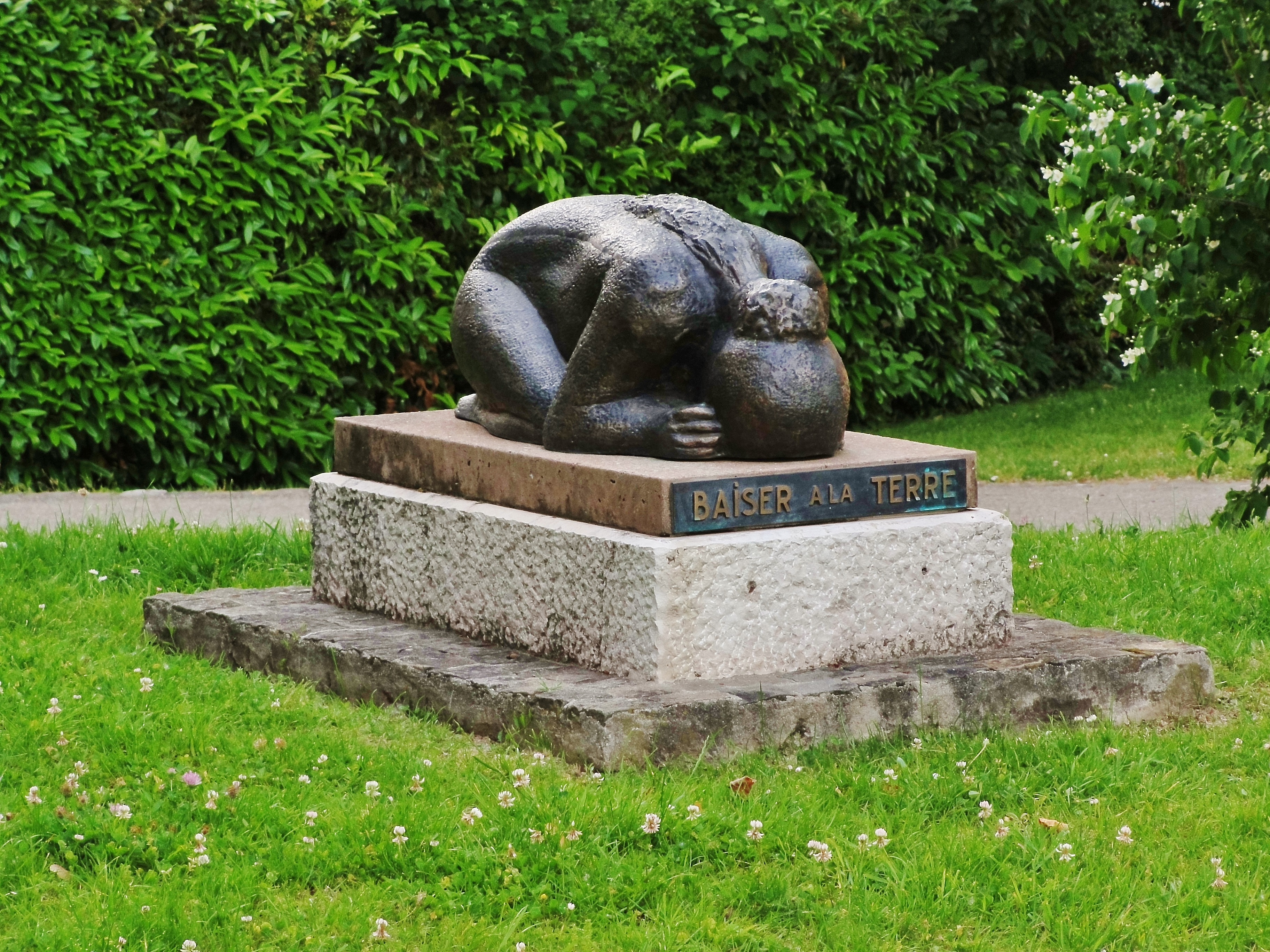
Baiser à la terre, escultura de Dante Ghielmini
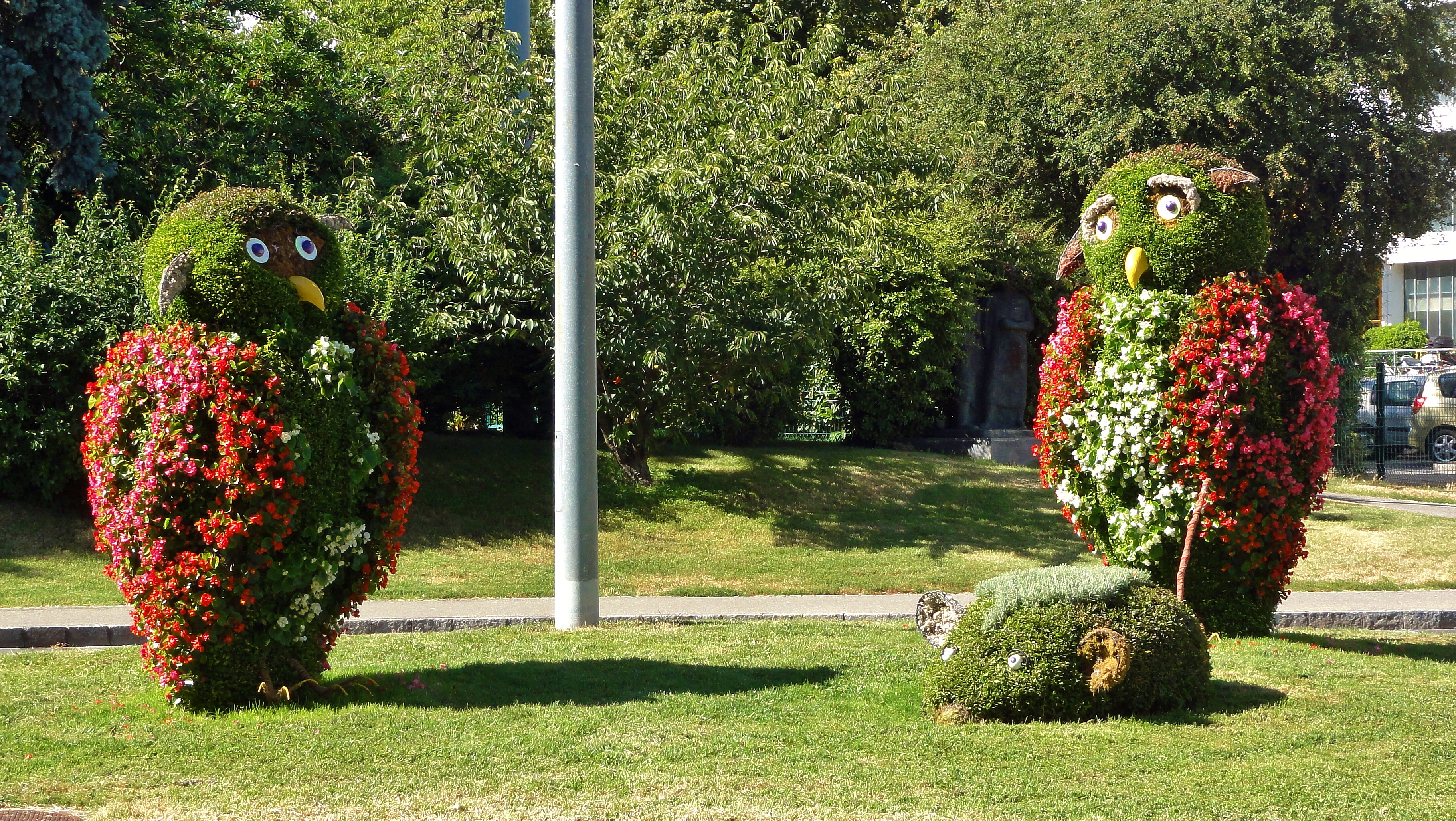
Arte urbana na Avenue des Grandes Communes
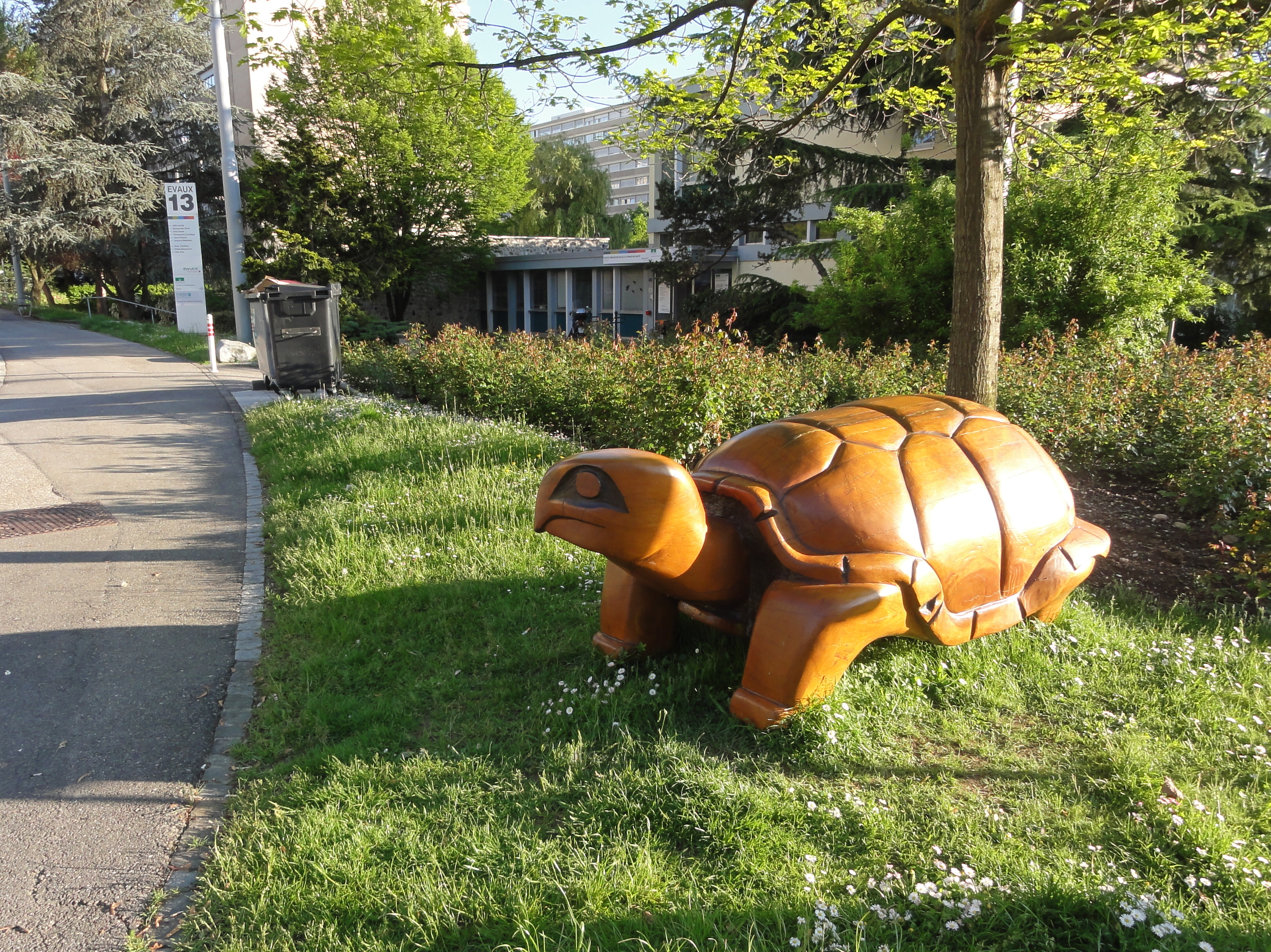
Arte urbana na Rue-des-Evaux
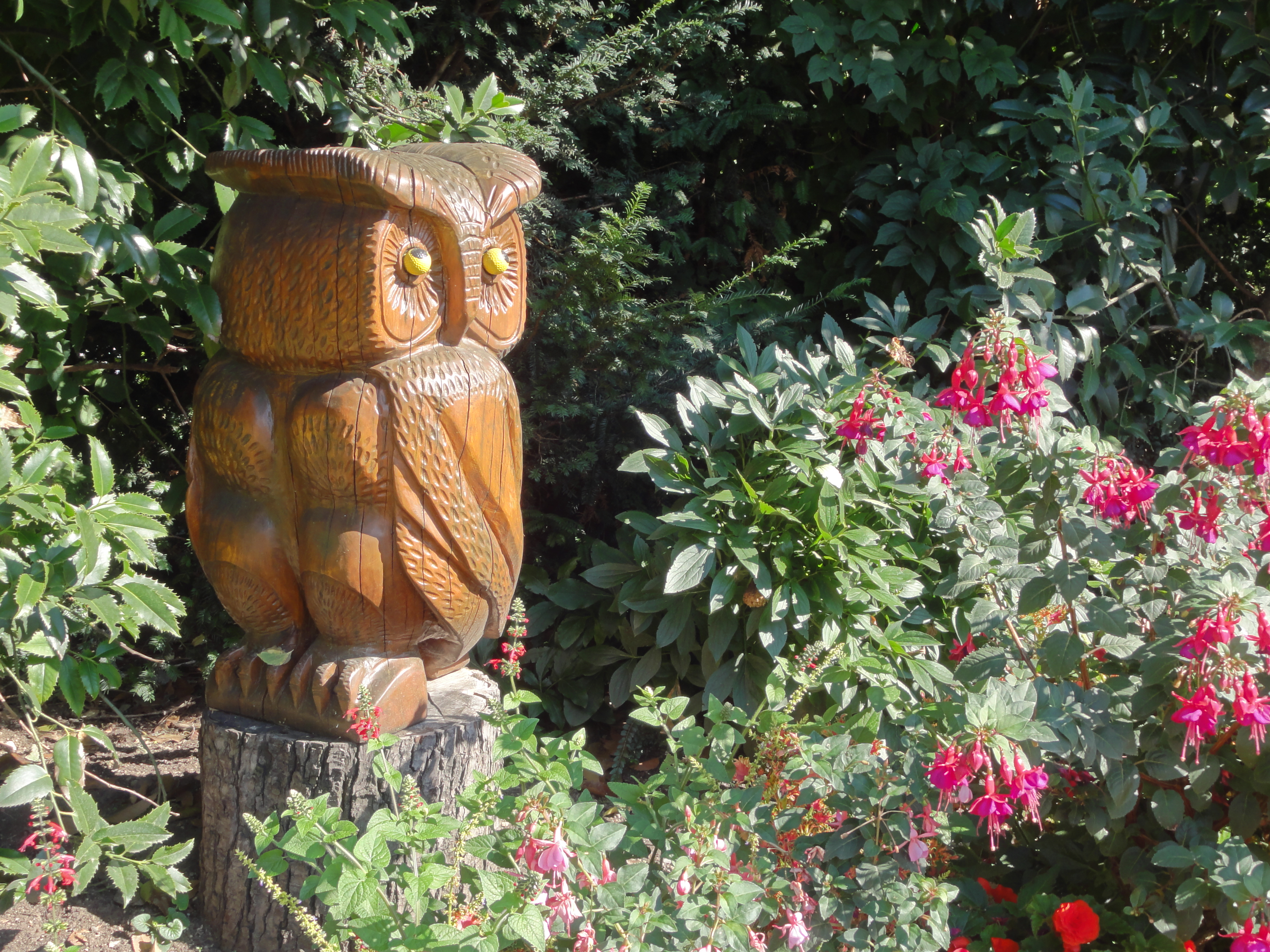
Arte urbana na Rue des Bossons